# Paama

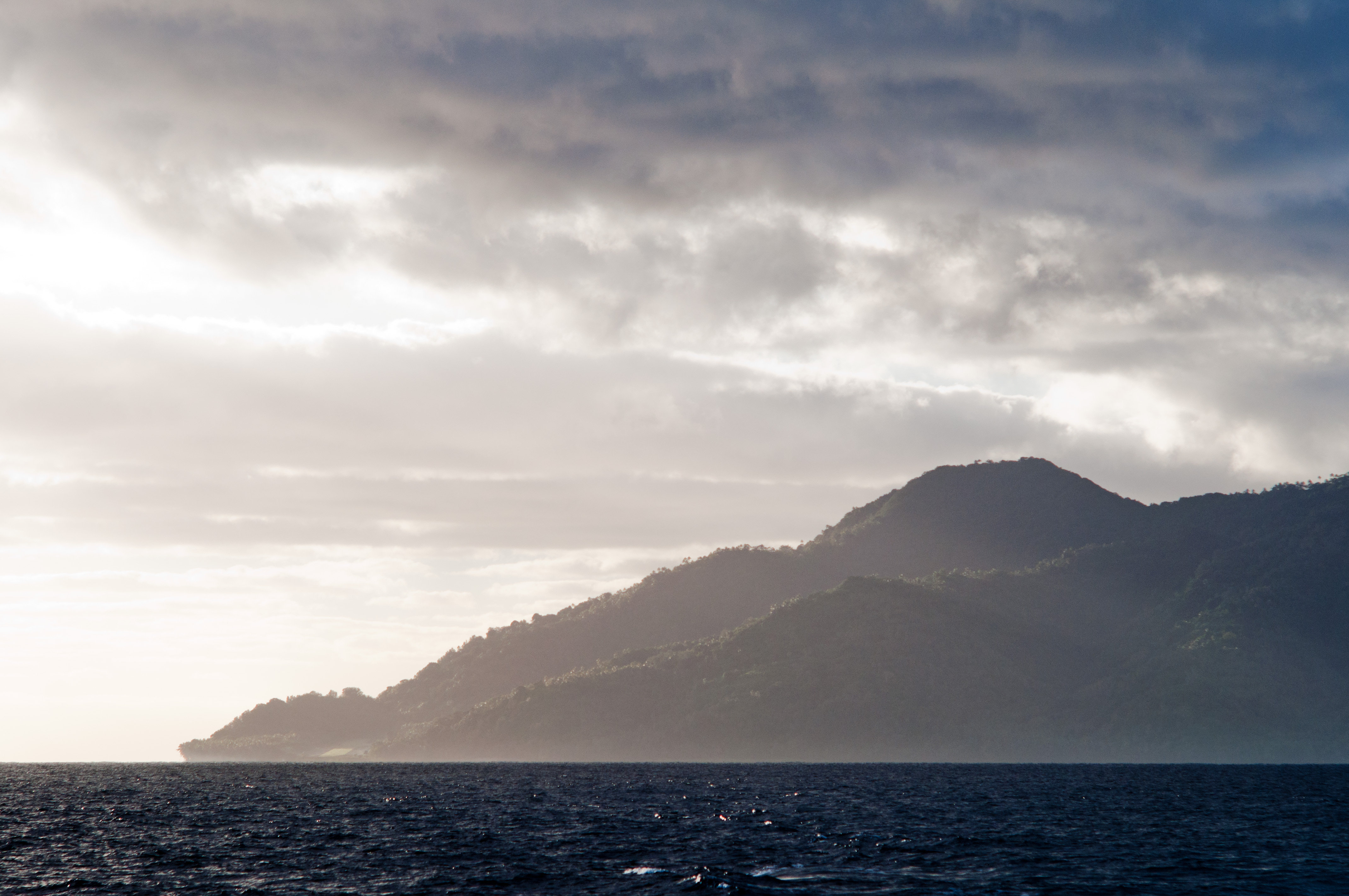
Fotografia de l'illa

Paama (en paamès: Voum) és una petita illa de la província de Malampa, a Vanuatu.
L'illa fa uns 8 km de nord a sud i 5 km més o menys en el seu punt més ample i està dominada per turons, que s'eleven fins a una alçada de 550 metres a la part nord.
L'illa se situa a poca distància al sud d'Ambrym, una mica més lluny en dirrecció est de Malakula, a uns 7 km a l'oest del volcà Lopevi (anomenat Ulvae en paamès) i a poca distància en direcció nord de l'illa d'Epi. Durant el dia, totes les illes veïnes de Paama són clarament visibles des de diverses ubicacions. Fins i tot, en nits clares, es pot arribar a veure la resplendor vermella dels volcans bessons d'Ambrym des de la platja de sorra negra de Liro. L'illa, ara deshabitada, de Lopevi es pot veure des del poble de Lulep, a la costa nord-est de l'illa. Aquest volcà és actiu i entra en erupció cada dos anys aproximadament, expulsant cendra volcànica i arruïnant les collites i sostres de palla dels pobles de Lulep i Luli, els quals se situen al nord-est de l'illa, a menys distància del volcà.

## Població
La producció agrícola està concentrada als vessants de les muntanyes i és en general de subsistència, tot i que hi ha certa activitat econòmica, amb exportacions a Port Vila (capital de Vanuatu a Éfaté) i Luganville (a Espiritu Santo).
Liro, el consell i centre administratiu de l'illa, n'és també el poble més poblat. Es diu que l'edifici del consistori, situat a un centenar de metres de la riba, havia estat la casa del reverend Maurice Frater, un missioner presbiterià resident a l'illa a principis del 1900 i que s'hi va quedar 39 anys, construint 21 esglésies i convertint la majoria de la població al cristianisme.
Avui la població de l'illa ronda els 1.600 habitants, la majoria dels quals viuen a la costa occidental. Tanmateix, es creu que el nombre total de paamesos ronda els 7.000 arreu de Vanuatu. Un motiu per aquesta diàspora pot ser la gran onada d'emigració que ha patit l'illa i que encara avui dia dura, tenint la taxa d'emigració més alta de totes les altres illes del país.
Els habitants parlen la llengua paama, anomenada paamès pel lingüista Terry Crowley, encara que els residents no tenen cap terme per a la llengua. És una llengua de l'est de Vanuatu, emparentada amb la llengua ambrym del sud-est. Tanmateix, les dues llengües no són mútuament intel·ligibles. A més de parlar paamès, la majoria també parlen bislama, una de les tres llengües nacionals de Vanuatu.

## Transport
A la part nord de l'illa, al costat de la localitat de Tavie, s'hi situa l'aeroport, el qual té una de les pistes d'aterratge més curtes del país, de només 610 metres.